# Rezerwat przyrody Guść
Rezerwat przyrody „Guść” – leśny rezerwat przyrody położony w Puszczy Kozienickiej, 10 km na północny zachód od Kozienic. Rezerwat położony jest na tarasie nadzalewowym Wisły. Utworzony został w 2002 roku dla zachowania krajobrazów borów świeżych i borów mieszanych wilgotnych. Zajmuje powierzchnię 87,098 ha. Wokół rezerwatu wyznaczono otulinę o powierzchni 49,9564 ha.
Rezerwat „Guść” znajduje się na terenie otuliny Kozienickiego Parku Krajobrazowego i jest najmłodszym rezerwatem w obrębie Parku i jego otuliny. Ponadto leży w granicach dwóch obszarów sieci Natura 2000: ostoi siedliskowej „Puszcza Kozienicka” PLH140035 i ostoi ptasiej „Ostoja Kozienicka” PLB140013.
Rezerwat znajduje się na gruntach w zarządzie Nadleśnictwa Kozienice. Nadzór sprawuje Regionalny Konserwator Przyrody. Na mocy obowiązującego planu ochrony ustanowionego w 2018 roku, obszar rezerwatu objęty jest ochroną czynną.

## Flora
Występuje tu około 80 gatunków roślin, w tym 10 gatunków drzew, 8 gatunków krzewów oraz około 8 gatunków mszaków. Występujący tu widłak jałowcowaty podlega ochronie ścisłej, zaś częściowej: kalina koralowa, kruszyna pospolita oraz porzeczka czarna. Gatunkiem sztucznie tutaj wprowadzonym jest świdośliwa jajowata.

## Turystyka
W pobliżu rezerwatu przebiega liczący 114,2 km szlak pieszy
- niebieski: Janowiec – Kozienice – Mniszew

Do rezerwatu najłatwiej jest dotrzeć od strony drogi 79, zostawiając samochód przy miejscu pamięci i idąc leśną drogą przez tory kolejowe, a nie od strony wsi Chinów.